# Pelle Erövraren
För andra betydelser, se Pelle Erövraren (olika betydelser).
Pelle Erövraren (danska: Pelle Erobreren) är en dansk-svensk dramafilm från 1987 i regi av Bille August. Filmen är baserad på första delen av romanen från 1906 med samma titel av Martin Andersen Nexø. Filmen premiärvisades på bio i Sverige den 25 december 1987, och i Danmark den 26 december samma år.

## Handling
Pelle (Pelle Hvenegaard) och hans far (Max von Sydow) från Tomelilla tänker utvandra till Amerika, när modern i familjen dör. Deras pengar räcker inte så långt utan de far till Bornholm för att tjäna ihop de pengar som krävs för resan över Atlanten. På Bornholm sägs det att man kan tjäna ihop mer pengar än i Sverige på en kort tid. Istället för att bli kvar under en kort tid som de till en början hade planerat, stannar de kvar på storgodset som lägst i den sociala rangordningen. Både Pelle och hans far får utstå brutal behandling av godsförvaltaren (Erik Paaske) och övriga gårdsfolket.

## Rollista i urval
| Pelle Hvenegaard         | – Pelle Karlsson                            |
| Max von Sydow            | – Lasse Karlsson, Pelles far, ladugårdskarl |
| Erik Paaske              | – förvaltaren på Stengården                 |
| Björn Granath            | – Erik, lantarbetare, svensk                |
| Astrid Villaume          | – fru Kongstrup                             |
| Axel Strøbye             | – Kongstrup, godsägare på Kungsgården       |
| Troels Asmussen          | – Rud, pojken                               |
| Kristina Törnqvist       | – Anna, piga på Stengården                  |
| Karen Wegener            | – madam Olsen                               |
| Sofie Gråbøl             | – fröken Sine, fru Kongstrups niece         |
| Lars Simonsen            | – Nils Køller, far till Annas barn          |
| Buster Larsen            | – Ole Køller, Nils far                      |
| John Wittig              | – skolläraren Friis                         |
| Troels Munk              | – läkaren                                   |
| Nis Bank-Mikkelsen       | – prästen                                   |
| Lena-Pia Bernhardsson    | – "Suggan" (Soen), Ruds mor                 |
| Anna Lise Hirsch Bjerrum | – Karna, piga på Stengården                 |
| Morten Jørgensen         | – lantbrukseleven                           |
| Wilhelm Weber            | – rättaren på Stensgården                   |
| Henrik Hansen            | – Gustav, dräng på Stengården               |

## Priser och utmärkelser (urval)
- Oscar i kategorin Bästa utländska film
- Guldpalmen vid filmfestivalen i Cannes
- Golden Globe Award i kategorin Bästa utländska film
- Guldbaggen i kategorin Bästa film
- Bodilpriset i kategorin Bästa danska film

Individuellt
- Max von Sydow
  - European Film Award i kategorin Bästa skådespelare
  - Guldbaggen i kategorin Bästa skådespelare
  - Bodilpriset i kategorin Bästa manliga huvudroll

- Björn Granath
  - Bodilpriset i kategorin Bästa manliga biroll

- Karen Wegener
  - Bodilpriset i kategorin Bästa kvinnliga biroll